# 正当防衛
正当防衛（せいとうぼうえい、仏: légitime défense）とは、急迫不正の侵害に対し、自分または他人の生命・権利を防衛するため、やむを得ずにした行為をいう。正当防衛には、刑事上の正当防衛と民事上の正当防衛がある。

## 刑事上の正当防衛

### 概説
正当防衛は各種の違法性阻却事由のなかでも、ごく一般的に知られているものである。
正当防衛は自然発生的な権利と考えられ、「正当防衛は書かれた法ではなく生まれた法である」（キケロ）や「正当防衛は歴史を有しない」あるいは「正当防衛には何らの歴史もないしまたありえない」（カール・グスタフ・ガイプ）といわれるようにきわめて古い時代から不可罰性が承認されてきた。
正当防衛の本質は私人による直接的反撃行為である。法治国家としての制度が整備された社会体制のもとでの不正な侵害の排除は本来は国家機関の任務とされ、被害者その他の私人による実力行動は社会秩序を乱すことから原則として許されていない。直接行動は国家社会の整備に伴う社会秩序の統制力の拡大とともにその範囲は縮小され、正当防衛は現代国家において唯一是認される直接行動ともいわれている。一方、正当防衛の範囲は当初は生命に対する侵害についてのみ認められていたが、あらゆる利益保護に正当防衛を認めるべきとの考えがあらわれ、身体や財産の保護のためにも正当防衛は認められるようになった。
歴史
ローマ法では生命や身体に対する暴力行為に対する実力による防御は認められていたが一般的に正当防衛という概念で構成されていたわけではなかった。また、古代ゲルマン法では正当防衛と個人的復讐との混同がみられるとされている。正当防衛が一般的な形で説かれるようになるのは13世紀以降になってからである。カロリーナ刑事法典では正当防衛の概念や立証方法を詳しく規定していたが、それは生命や身体に対するものに限定されていた。その後、正当防衛の対象となる法益は漸次拡大し、1801年のフォイエルバッハの刑法論によって正当防衛は総論的地位にまで引き上げられたとされる。

### 日本の刑法上の正当防衛

#### 急迫不正の侵害
正当防衛は急迫不正の侵害に対するものでなければならない。
- 急迫
  - 急迫とは法益の侵害が切迫していることをいい、過去の法益侵害や将来の法益侵害に対しては正当防衛は成立しない[3][2]。
  - 急迫性は防衛の効果の発生する時を標準に決定される[2]。忍び返しのような防衛設備をあらかじめ設けておき、その防衛の効果が急迫な侵害に対して発生するような場合には正当防衛が成立し得る[2]。
  - 急迫性は被害の現在性とは無関係である（昭和24年8月18日最高裁判所判決刑集3巻9号1467頁）。
  - 急迫性は侵害が予期されていたとしても失われない（昭和46年11月16日最高裁判所判決刑集25巻8号996頁）。一方、侵害を契機として相手方に積極的に加害行為を行う意思（積極的加害意思）を有するときは侵害の急迫性の要件は否定される（昭和52年7月21日最高裁判所判決刑集31巻4号747頁）。
- 不正
  - 不正とは違法であることをいう[5][2]。客観性違法性論によると、責任無能力者の行為に対する正当防衛や故意のない行為に対する正当防衛も成立する[5][2]。
  - 動物の挙動や自然現象が「不正の侵害」に当たるかどうかという問題（対物防衛）がある[6]。ある者が飼い犬を杭につないでいたところ大地震が発生して杭が倒れ、暴れ出した飼い犬が通行人に噛みついてきた場合に、通行人のその犬に対する反撃に正当防衛が成立するかという問題である[6]。法は人間共同体の規範であり違法判断の対象は人間の行為に限られるとし緊急避難の問題として扱うべきとする対物防衛否定説と人間共同体と関係のある動物については違法評価の対象として考えるべきとする対物防衛肯定説がある[6]。
- 侵害
  - 侵害とは権利に対する実害や危険があることをいう[5]。侵害にあたる行為は作為か不作為かを問わない[6][2]。

#### 自己又は他人の権利を防衛するため
- 自己又は他人の権利
  - 「権利」は成法上で権利の名の付いているものに限らず、広く法律上保護されている利益（法益）をいう[7][2]。
  - 「他人」には国家正当防衛の濫用を憂慮して国家を含まないとする学説もあるが、通説は自然人の私益（個人的法益）に限らず公益（国家的法益や社会的法益）を防衛するためにも正当防衛は成立するとしている[7][8]。なお、他人の法益を防衛するための正当防衛は緊急救助ともいう[9]。
- 防衛の意思
  - 正当防衛について規定した刑法36条1項を見ると「自己または他人の権利を防衛するため」となっているが、正当防衛が成立するためには権利（利益）を防衛するために行為するのだという主観的な認識（防衛の意思）が必要であるとする主観説と不要とする客観説に二分されている。
  - 客観説（防衛の意思不要説）から主観説（防衛の意思必要説）に対しては正当防衛の成立範囲が著しく狭くなり不当であるという批判があり、主観説から客観説に対しては明らかに犯罪的な意図をもって行われた行為までが正当防衛となってしまい著しく不当であるという批判がある[10]。
  - 通説・判例は主観的正当化要素として防衛の意思を必要としている[10]（主観説）。当初の判例は、防衛の意思とは純粋な防衛の動機や目的に限定して考える目的説をとっていた。この見解によれば怒りや逆上といった防衛とは異なる動機があればもはや「防衛の意思」は存在せず、正当防衛も成立しないと考えた。しかし急に他者から攻撃を受けた場合に冷静さを保って防衛の目的のみから反撃することは困難であり、正当防衛が成立する場合を極端に制限してしまうという批判があった。その後、判例は防衛の意思の内容について「急迫不正の侵害を認識しつつ、これを避けようとする単純な心理状態」であるというように解釈を変更することで、憤激や逆上から反撃行為を加えても直ちに防衛の意思がないとされることはない、すなわち憤激や逆上していても正当防衛が成立しうる場合があるとしているという立場に変わっている。その一方、防衛の意思が全く無い、防衛に名を借りて積極的に加害する行為（積極的加害行為）については防衛の意思が否定されることを認めている。

#### やむを得ずにした行為
- 「やむを得ず」の意味
  - 正当防衛が成立するには必要やむを得ずになされた行為でなければならない[10]。ただし、緊急避難のように必ずしも他にとるべき方法がないこと（厳格な法益の均衡）までは要しない[10][9]。
  - 正当防衛の成立には厳格な法益の均衡性は必要としないが、反撃行為は侵害行為の強さに応じた相当なものでなければならない（昭和44年12月4日最高裁判所判決刑集23巻12号1573頁）。正当防衛の成立には具体的事情の下で社会的・一般的見地からみて必要かつ相当の行為であること（相当性、社会的適合性）が必要である[10][9]。
- 防衛行為
  - 防衛行為は侵害者（の法益）に対して反撃したものでなければならない[11]。不正の侵害者に対する反撃行為として発砲された弾丸が第三者に当たったような場合には第三者に対する関係では緊急避難の問題となる[11]。
  - 防衛行為として適切なものであれば結果的に人が死亡しても違法となるものではなく、さらに真に必要である場合（銃器をもって多数人を人質にしている場合などで、生命に対する危害を防止するために必要やむを得ないとき）には射殺する意図で武器を使用して相手方を殺害することもできる[12]。

#### 過剰防衛・誤想防衛・誤想過剰防衛
防衛行為はあったが正当防衛の要件を欠いているため違法性が阻却されない場合として過剰防衛、誤想防衛、誤想過剰防衛がある。
- 過剰防衛

急迫不正の侵害はあるが、その反撃行為が防衛の程度を超え刑法36条1項の「やむを得ずにした行為」とは言えない場合には正当防衛とはならず、このような場合を過剰防衛という。過剰防衛では防衛行為の相当性を欠いているため違法性は阻却されず、情状により責任が軽いと解されるときは、刑を軽減したり免除したりすることが出来る（刑法36条2項）。
- 誤想防衛

急迫不正の侵害がないにもかかわらず、こうした侵害があると誤想して防衛行為を行うことを誤想防衛という。誤想防衛の場合にも違法性は阻却されない。
- 誤想過剰防衛

急迫不正の侵害がないにもかかわらず、こうした侵害があると誤想して防衛行為を行い、かつ、それが行為者の誤想した侵害に対する防御としては過剰な行為であることを誤想過剰防衛という。
過剰防衛の場合に刑が減免される根拠については争いがある。一つは不正な侵害を行った加害者の法益を保護する必要が減少することを重視する違法減少説である。もう一つは、正当防衛が必要とされるような緊急事態においては適法な行為をするということについては期待可能性が減少することを重視する責任減少説である。両説の違いは誤想過剰防衛のときに浮き彫りとなる。すなわち、違法減少説によれば誤想過剰防衛について36条2項を適用して刑を減免することが否定され、他方、責任減少説によれば誤想過剰防衛にも同条を適用して刑の減免を認めることも可能となる。

#### 挑発防衛（自招侵害）・相互挑発（喧嘩）
- 挑発防衛（自招侵害）

自招侵害とは、急迫不正の侵害を自ら招いた者が当該侵害に対して構成要件に該当する防衛行為を行った場合、正当防衛として違法性が阻却されるのか、という問題である。日本の判例（最決平成20年5月20日）によれば、被告人の不正な行為により自ら招いた侵害に対しては、侵害者の攻撃が被告人自身の暴行の程度を大きく越えるものでないなどの事情の下で、被告人の反撃行為が正当とされる状況における行為とはいえないから正当防衛は認められないとする。通説は、理論構成はともかく、一定の場合には正当防衛の成立を否定する。これに対し、一部の有力説は、正当防衛の成立を認めたうえで、自招行為について構成要件該当性ひいては犯罪の成立を認める。「原因において自由な行為」における判例・通説の理論構成と類似するこの理論構成は、「原因において違法な行為 (actio illicita in causa)」と呼ばれている。
- 相互挑発（喧嘩）

相互挑発としての喧嘩について判例は正当防衛は成立しないとしてきたが（昭和7年1月25日大審院判決刑集11巻1頁、昭和23年6月22日最高裁判所判決刑集2巻7号694頁）、具体的状況を考慮して正当防衛が成立する場合があることを示唆する判例（昭和24年2月22日最高裁判所判決刑集3巻2号216頁）もある。2017年（平成29年）1月11日には、前年6月に埼玉県川口市内の路上で60代男性Bとトラブルになり、Bに道を塞がれた為Bの自転車を蹴ったところ、Bに何度も殴られたため1発殴り返して転倒させ、Bの頭に全治6ヶ月の重傷を負わせたとして、傷害罪で起訴（求刑：懲役3年）された40代男性Aに対し、さいたま地方裁判所が「Bの行為は質的にも量的にも上回っており、Aの反撃は正当でないとは言えない」として正当防衛を認め、無罪を言い渡した。

## 民事上の正当防衛
民事上の正当防衛とは、他人の不法行為に対して自己や他人の権利を防衛するため、やむを得ずにした行為によって他者に損害を与えたとしても損害賠償責任は発生しないとする制度をいう。

### 英米法上の民事上の正当防衛
英米法でも、他人（原告）に損害を与えた者（被告）が、もともと原告の不法な行為に対して自らの人格的または財産的利益を守るため合理的にみて必要な措置をとったために損害を発生させたものであると認められるときには、被告はその損害についての責任を免れるものとされている。

### 日本の民法上の正当防衛
日本の民法では、他人の不法行為に対し、自己又は第三者の権利または法律上保護される利益を防衛するため、やむを得ず加害行為をした者は、損害賠償の責任を負わないと規定している（民法720条1項本文）。刑法上の緊急避難との違いは、正当防衛が他人の行為からの防衛であり、緊急避難は他人の所有する物から発生した危険に対する防衛が問題となる点である。また、刑法上の正当防衛と民法上の正当防衛は、前者が犯罪の正否に関わる問題である一方、後者は損害賠償責任の有無という問題である。そして両者が成立する場面も一致しない。
例えば、暴漢から逃れるため他人の家の門を壊して敷地内へ逃げ込んだ場合を考える。他人の家の門扉を破壊する行為について、民法上では他人の不法行為から自己の生命身体を防衛するためにした行為であるから正当防衛の問題となる。そして、ここでいう正当防衛の問題とは、壊した門扉を弁償しなければいけないか否かという問題のことである。一方、刑法上は不正の侵害者とは無関係である第三者の財産を侵害しているのだから、緊急避難の問題となる。なお、被害者（門扉の権利者）から不法行為者（暴漢）への損害賠償請求を妨げない（第720条第1項但書）。